# Kertawangunan
Kertawangunan is een bestuurslaag in het regentschap Kuningan van de provincie West-Java, Indonesië. Kertawangunan telt 3454 inwoners (volkstelling 2010).